# Атамановский (Новоаннинский район)
Атамановский — хутор в Новоаннинском районе Волгоградской области России. Входит в состав Тростянского сельского поселения. Население 18 человек (2010).

## География
Расположен в северо-западной части области, в лесостепи, в пределах Хопёрско-Бузулукской равнины, являющейся южным окончанием Окско-Донской низменности.
Уличная сеть состоит из двух географических объектов: ул. Садовая и ул. Фермерская.
Абсолютная высота 147 метров над уровнем моря.

## Население
| 2010 |
| ---- |
| 18   |

Гендерный состав
По данным Всероссийской переписи населения 2010 года в гендерной структуре населения из 18 человек мужчин — 8, женщин — 10 (44,4 и 55,6 % соответственно).
Национальный состав
Согласно результатам переписи 2002 года, в национальной структуре населения
русские составляли 82 % из общей численности населения в 66 человек.

## Инфраструктура
Развитое сельское хозяйство. Личное подсобное хозяйство.
Ведется газификация хутора. Внутрипоселковый газопровод включён в областную целевую программу «Газификация Волгоградской области на 2013—2017 годы».

## Транспорт
Просёлочные дороги.